# Molophilus (Molophilus) banias
Molophilus (Molophilus) banias is een tweevleugelige uit de familie steltmuggen (Limoniidae). De soort komt voor in het Palearctisch gebied.